# Maggiore Baracca (sous-marin)
Le Maggiore Baracca (numéro de fanion " BC ") est un sous-marin de la classe Marconi en service dans la Regia Marina pendant la Seconde Guerre mondiale.
Le navire a été nommé en l'honneur du Francesco Baracca (1888-1918), un as de l'aviation italienne de la Première Guerre mondiale.

## Caractéristiques
Les sous-marins de la classe Marconi déplaçaient 1 195 tonnes en surface et 1 490 tonnes en immersion. Les sous-marins mesuraient 76,5 mètres de long, 6,81 mètres de large et 4,72 mètres de tirant d'eau. Ils avaient une profondeur de plongée opérationnelle de 90 mètres (275 pieds). Leur équipage comptait 57 officiers et hommes.
Pour la navigation de surface, les sous-marins étaient propulsés par deux moteurs diesel CRDA de 1 800 chevaux-vapeur (1 325 kW), chacun entraînant un arbre d'hélice. En immersion, chaque hélice était entraînée par un moteur électrique Marelli de 750 chevaux-vapeur (550 kW). Ils pouvaient atteindre 17,8 nœuds (33 km/h) en surface et 8,2 nœuds (15,2 km/h) sous l'eau. En surface, la classe Marconi avait une autonomie de 10 500 milles nautiques (19 500 km) à 8 noeuds (14,8 km/h), en immersion, elle avait une autonomie de 110 milles nautiques (203 km) à 3 noeuds (5,6 km/h) .
Les sous-marins étaient armés de 8 tubes lance-torpilles internes de 533 millimètres (4 à l'avant et 4 à l'arrière) pour lesquels ils transportaient 16 torpilles. Ils étaient également armés de 1 canon de pont de 100 mm calibre 47 Modèle 1938 pour le combat en surface. Leur armement anti-aérien consistait en 2 mitrailleuses doubles Breda Model 1931 de 13,2 mm.

## Construction et mise en service
Le Maggiore Baracca est construit par le chantier naval Odero-Terni-Orlando (OTO) de La Spezia en Italie, et mis sur cale le 1er mars 1939. Il est lancé le 6 janvier 1940 et est achevé et mis en service le 15 mai 1940. Il est commissionné le même jour dans la Regia Marina.

## Historique
Dès que le Maggiore Baracca est achevé, il est décidé de l'envoyer dans l'Atlantique. Le 31 août 1940 (sous le commandement du capitaine de corvette Enrico Bertarelli), il part de La Spezia et le 7 septembre il traverse le détroit de Gibraltar, atteignant le 12 la zone d'opération (au nord-ouest de Madère) où il reste jusqu'au 30 sans résultat. Puis il se dirige vers Bordeaux, la base italienne de Betasom. Le 1er octobre, il tombe sur le vapeur grec Aghios Nikolaos (3 687 tonneauxde jauge brute) qu'il arrête et vérifie pour s'assurer qu'il n'est pas utilisé en faveur des Alliés. Mais comme la cargaison - zinc et bois - était destinée à Belfast et pouvait vraisemblablement être utilisée à des fins de guerre, le navire est abandonné par l'équipage puis coulé à coups de canon. Le 6 octobre, le Baracca atteint Bordeaux.
Le 24 octobre, le sous-marin prend le large pour sa deuxième mission, qui doit être effectuée à l'ouest de la côte écossaise. Le résultat de la mission est décevant. Le 31 octobre, il lance une torpille contre un navire marchand mais ne réussit pas à le toucher et a même risqué d'être éperonnée. Le lendemain, il repère un convoi mais le perd de vue. Il a plusieurs autres repérages et lance une deuxième attaque mais sans résultat, montrant une vitesse bien inférieure à celle prévue et démontrée par les tests (au point de ne même pas pouvoir égaler la vitesse des transports attaqués) et signalant plusieurs dégâts dus à la violence de la mer. Il se met ensuite sur sa route de retour, réussissant finalement, le 18 novembre, à obtenir un résultat. Il tombe sur le vapeur britannique Lilian Moller (4 866 tonneaux), qui a perdu le contact avec son convoi, le convoi SLS 53, et le coule avec deux torpilles,.
Du 19 janvier au 18 février 1941, le Baracca accomplit une troisième mission dans les eaux irlandaises, sans succès et recherche également, sans succès également, fin janvier, un porte-avions dont la présence dans la région a été signalée par le Betasom.
En avril, il effectue une autre mission infructueuse à l'ouest de Lisbonne, pour revenir au port le 4 mai.
En juin, il effectué une cinquième mission infructueuse. Le 27 du mois, il repère un destroyer mais il ne peut pas l'attaquer en raison de la mer agitée.
Par la suite, le commandement du sous-marin a été repris par le lieutenant de vaisseau Giorgio Viani.
Vers la fin du mois d'août, il quitte Bordeaux pour ce qui sera sa dernière mission, à l'ouest du détroit de Gibraltar. Le 5 septembre, il canonne et coule le petit pétrolier Trinidad (494 tonneaux), mais l'attribution du naufrage au Baracca est incertaine et plusieurs sources attribuent ce naufrage au sous-marin (U-Boot) allemand U-95.
Deux jours plus tard, le sous-marin part à la recherche d'un convoi signalé depuis sa base et le 8 septembre, il est détecté par le radar du destroyer HMS Croome (L62) (escortant le convoi HG 72) à une distance de plus de 7 500 mètres. Devant plonger, le Baracca est bombardé de deux grenades sous-marines, dont la seconde cause de graves dégâts - lumières éteintes, moteurs et gouvernail hors d'usage, infiltration d'eau à l'arrière - forçant le Baracca à faire surface. Le sous-marin ouvre alors le feu avec son canon de pont mais il est immédiatement mitraillé et mis hors d'usage. Alors que les manœuvres de sabordage sont lancées et que l'équipage abandonne le Baracca, le Croome l'éperonne à l'arrière de la tourelle, le coulant en quelques instants  à la position géographique de 40° 16′ N, 20° 55′ O avec 28 hommes (3 officiers et 25 sous-officiers et marins), tandis que 32 (dont le commandant Viani) sont récupérés (et faits prisonniers) par le destroyer britannique, (le Croome est gravement endommagé lors de l'éperonnage, nécessitant un mois de réparations.
Le Baracca avait effectué 6 missions de guerre, toutes dans l'Atlantique, couvrant un total de 23 296 milles nautiques (43 145 km) en surface et 1 566 milles nautiques (2 900 km) sous l'eau.

## Navires coulés
| Patrouille | Date             | Navire          | Nationalité | Tonnage | Notes                    |
| ---------- | ---------------- | --------------- | ----------- | ------- | ------------------------ |
| 1re        | 1er octobre 1940 | Aghios Nicolaus | Grèce       | 3 687   | Cargo                    |
| 2e         | 18 novembre 1940 | Lilian Moller   | Royaume-Uni | 4 866   | Cargo; pas de survivants |
| Total:     | Total:           | Total:          | Total:      | 8 553   |                          |